# Gérard Belorgey
 (avril 2025).
Motif : ENA, sous-préfet, membre d'un cabinet ministériel, haut fonctionnaire (préfet, directeur de RFO), un écart dans le privé (directeur d'une société), décoré de la Légion d'honneur, enseignant à Sciences Po. Pas de quoi casser quatre pattes à un canard : notoriété classique d'un haut fonctionnaire.
- Archive Wikiwix
- Bing
- Cairn
- DuckDuckGo
- E. Universalis
- Gallica
- Google
- G. Books
- G. News
- G. Scholar
- Persée
- Qwant
- (zh) Baidu
- (ru) Yandex
- (wd) trouver des œuvres sur Wikidata

| 1. | Préciser le motif de la pose du bandeau. | Précisez le motif de la pose du bandeau en utilisant la syntaxe suivante : {{admissibilité à vérifier\|date=juin 2025\|motif=remplacez ce texte par le motif}}                       |
| 2. | Informer les utilisateurs concernés.     | Pensez à avertir le créateur de l'article, par exemple, en insérant le code ci-dessous sur sa page de discussion : {{subst:avertissement admissibilité à vérifier\|Gérard Belorgey}} |

Gérard Belorgey (27 novembre 1933- 24 décembre 2015) est un haut fonctionnaire, militant et enseignant français.

## Carrière administrative
Ancien élève de l'ENA (1958-1959), il est au cabinet de Jacques Chirac (1967-1969) secrétaire d’État aux Affaires sociales, puis sous-préfet de Palaiseau (Essonne)(1969-1973), puis conseiller technique au cabinet de Pierre Messmer, premier ministre (1973-1974). Il est préfet de Loir-et-Cher de juin 1975 à avril 1977, puis de la Dordogne jusqu'en octobre 1980.
Il est directeur général adjoint puis directeur général du groupe Boussac de 1982 à 1984.[réf. souhaitée]
Démissionnaire au moment de la reprise de cette entreprise par Férinel (Bernard Arnault)[réf. souhaitée], il réintègre son corps d'origine et poursuit sa carrière comme enseignant à SciencesPo Paris en droit administratif.[réf. souhaitée]
Il est directeur des Affaires économiques, sociales et culturelles de l'Outre-Mer (1988-1991)[réf. souhaitée]. Il est nommé président du conseil d'administration de l'Agence nationale pour l'insertion et la promotion des travailleurs d'outre-mer (ANT) en 1991. Il est choisi par le CSA comme PDG de RFO en 1994.

## Militantisme politique
Il est un des acteurs précoces de la cause anticolonialiste au sein du mouvement socialiste (SFIO), au cours des années 1950.[réf. souhaitée]

## Enseignement
Il est chargé de cours à SciencesPo Paris (1962-1993) (droit public ; fiscalité locale ; outre-mer).

## Distinctions
- Officier de la Légion d'honneur (janv. 1990) [chevalier de 1979][réf. souhaitée]

## Famille
Il est le frère aîné de Jean-Michel Belorgey (né en 1944), énarque, député PS.

## Ouvrages
- Le Droit de la grève et les services publics, Berger-Levrault, 1964.
- Le gouvernement et l'administration de la France, Armand Colin, collection U, 1967.
- La France décentralisée, Berger-Levrault, 1984.
- Les DOM-TOM, repères La Découverte, 1994 [avec Geneviève Bertrand]
- Trois illusions qui nous gouvernent, France-Empire, 1998.
- La Course de printemps - L'Algérie, l'amour, la guerre, éd. Beaurepaire, 2009.